# Challenge Féminin 2017
Il Challenge Féminin 2017 è la 3ª edizione del campionato di football americano femminile di primo livello, organizzato dalla FFFA.

## Squadre partecipanti
| Club                       | Città              | Stadio | Sponsor ufficiale | Risultato nella stagione 2016 |
| -------------------------- | ------------------ | ------ | ----------------- | ----------------------------- |
| Alpine Thunders            | Bron               |        |                   |                               |
| ASPT 75 Dragons de Paris   | Parigi             |        |                   |                               |
| Blue Canes                 | Marsiglia          |        |                   |                               |
| Flash de La Courneuve      | La Courneuve       |        |                   |                               |
| Géant de Souffelweyersheim | Souffelweyersheim  |        |                   |                               |
| Ladies                     | Aix-en-Provence    |        |                   |                               |
| Léopards de Rouen          | Rouen              |        |                   |                               |
| Lions de Bordeaux          | Bordeaux           |        |                   |                               |
| Molosses d'Asnières        | Asnières-sur-Seine |        |                   |                               |
| Tigres de Nancy            | Nancy              |        |                   |                               |

## Stagione regolare

### Calendario

#### 1ª giornata
| Parigi 4 febbraio 2017, ore 19:00 | ASPT 75 Dragons de Paris | 28 – 0 | Tigres de Nancy | Stade Suzanne Lenglen |

| Asnières-sur-Seine 4 febbraio 2017, ore 20:00 | Molosses d'Asnières | 54 – 0 | Léopards de Rouen | Stade Léo Lagrange |

| Aix-en-Provence 5 febbraio 2017, ore 14:00 | Ladies | 6 – 20 | Blue Canes | Stade Georges-Carcassonne |

#### 2ª giornata
| Asnières-sur-Seine 12 febbraio 2017, ore 14:00 | Molosses d'Asnières | 14 – 24 | Flash de La Courneuve | Stade Léo Lagrange |

#### 3ª giornata
| Parigi 22 febbraio 2017, ore 19:00 | ASPT 75 Dragons de Paris | 8 – 0 | Géant de Souffelweyersheim | Stade Suzanne Lenglen |

#### 4ª giornata
| Nancy 25 febbraio 2017, ore 10:00 | Tigres de Nancy | 14 – 12 | Géant de Souffelweyersheim | Stade Aiguillettes |

| Bordeaux 25 febbraio 2017, ore 18:00 | Lions de Bordeaux | 64 – 0 | Alpine Thunders |  |

#### 5ª giornata
| Marsiglia 11 marzo 2017, ore 18:00 | Blue Canes | 20 – 20 | Alpine Thunders | Stade Saint-Jerome |

| Avignone 12 marzo 2017, ore 14:00 | Ladies | 14 – 20 | Lions de Bordeaux |  |

#### 6ª giornata
| Rouen 26 marzo 2017, ore 14:00 | Léopards de Rouen | 0 – 18 (a tavolino) | Flash de La Courneuve |  |

#### 7ª giornata
| Souffelweyersheim 8 aprile 2017, ore 18:00 | Géant de Souffelweyersheim | 20 – 14 | ASPT 75 Dragons de Paris | Stade Municipal |

| La Courneuve 8 aprile 2017, ore 19:00 | Flash de La Courneuve | 6 – 38 | Molosses d'Asnières | Stade Géo André |

| Montpellier 9 aprile 2017, ore 14:00 | Blue Canes | 22 – 34 | Lions de Bordeaux |  |

| Grenoble 9 aprile 2017, ore 14:00 | Alpine Thunders | 0 – 46 | Ladies | Stade Raymond Espagnac |

#### 8ª giornata
| Bordeaux 29 aprile 2017, ore 18:00 | Lions de Bordeaux | 32 – 16 | Ladies |  |

| 29 aprile 2017, ore 19:00 | Flash de La Courneuve | 40 – 0 | Léopards de Rouen |  |

| Valence 30 aprile 2017, ore 14:00 | Alpine Thunders | 6 – 58 | Blue Canes | Stade des Baunes |

| Nancy 30 aprile 2017, ore 14:00 | Tigres de Nancy | 0 – 32 | ASPT 75 Dragons de Paris | Stade Aiguillettes |

#### 9ª giornata
| Rouen 13 maggio 2017, ore 16:00 | Léopards de Rouen | 0 – 36 | Molosses d'Asnières |  |

| Bordeaux 13 maggio 2017, ore 18:00 | Lions de Bordeaux | 48 – 26 | Blue Canes | Stade Charles Martin |

| Avignone 14 maggio 2017, ore 14:00 | Ladies | 6 – 12 | Alpine Thunders | Stade Pierre Baizet |

| Souffelweyersheim 14 maggio 2017, ore 14:00 | Géant de Souffelweyersheim | 26 – 6 | Tigres de Nancy | Stade Municipal |

#### 10ª giornata
| 27 maggio 2017 | Alpine Thunders | 0 – 18 | Lions de Bordeaux |  |

| 28 maggio 2017, ore 14:00 | Blue Canes | 14 – 22 | Ladies |  |

### Classifica
La classifica della regular season è la seguente:
- PCT = percentuale di vittorie, G = partite giocate, V = partite vinte, P = partite perse, PF = punti fatti, PS = punti subiti

#### Poule Nord A
| Pos. | Squadra               | PCT  | G | V | N | P | PF  | PS  |
| ---- | --------------------- | ---- | - | - | - | - | --- | --- |
| 1    | Molosses d'Asnières   | .750 | 4 | 3 | 0 | 1 | 142 | 30  |
| 2    | Flash de La Courneuve | .750 | 4 | 3 | 0 | 1 | 88  | 52  |
| 3    | Léopards de Rouen     | .000 | 4 | 0 | 0 | 4 | 0   | 148 |

#### Poule Nord B
| Pos. | Squadra                    | PCT  | G | V | N | P | PF | PS |
| ---- | -------------------------- | ---- | - | - | - | - | -- | -- |
| 1    | ASPT 75 Dragons de Paris   | .750 | 4 | 3 | 0 | 1 | 82 | 20 |
| 2    | Géant de Souffelweyersheim | .500 | 4 | 2 | 0 | 2 | 58 | 42 |
| 3    | Tigres de Nancy            | .250 | 4 | 1 | 0 | 3 | 20 | 98 |

#### Poule Sud
| Pos. | Squadra           | PCT   | G | V | N | P | PF  | PS  |
| ---- | ----------------- | ----- | - | - | - | - | --- | --- |
| 1    | Lions de Bordeaux | 1.000 | 6 | 6 | 0 | 0 | 216 | 78  |
| 2    | Blue Canes        | .417  | 6 | 2 | 1 | 3 | 160 | 136 |
| 3    | Ladies            | .333  | 6 | 2 | 0 | 4 | 110 | 98  |
| 4    | Alpine Thunders   | .250  | 6 | 1 | 1 | 4 | 38  | 212 |

## Playoff

### Tabellone
|  | Finale di Conference | Finale di Conference     | Finale di Conference |                     |    | III Finale | III Finale        | III Finale |  |
|  |                      |                          |                      |                     |    |            |                   |            |  |
|  |                      |                          |                      |                     |    | 1S         | Lions de Bordeaux | 14         |  |
|  |                      |                          |                      |                     |    | 1S         | Lions de Bordeaux | 14         |  |
|  |                      |                          |                      | Molosses d'Asnières | 34 |            |                   |            |  |
|  | 1NB                  | ASPT 75 Dragons de Paris | 6                    | Molosses d'Asnières | 34 |            |                   |            |  |
|  | 1NB                  | ASPT 75 Dragons de Paris | 6                    |                     |    |            |                   |            |  |
|  | 1NA                  | Molosses d'Asnières      | 44                   |                     |    |            |                   |            |  |

### Finale di Conference
| Parigi 27 maggio 2017, ore 19:00 | ASPT 75 Dragons de Paris | 6 – 44 | Molosses d'Asnières |  |

### III Finale
| Bordeaux 10 giugno 2017, ore 19:00 | Lions de Bordeaux | 14 – 34 | Molosses d'Asnières | Stade Charles Martin |

## Verdetti
- Molosses d'Asnières Campionesse della Francia 2017 (3º titolo)